# Raccords (revue)
Raccords est une revue de cinéma parue de 1950 à 1951. 
Cette revue est fondée à Paris par un groupe d'étudiants. Gilles Jacob en est le rédacteur en chef. Le premier numéro, ronéotypé, est daté de février 1950. 
La présentation de Raccords change en décembre 1950, avec le numéro 6 imprimé sur papier glacé. La revue cesse de paraître après la sortie de son numéro 9 (automne 1951).
Parmi les signataires des articles publiés dans Raccords, outre Gilles Jacob, on relève notamment les noms de Jacques Doniol-Valcroze, Henri Agel, Nino Frank, Barthélémy Amengual.